# Marathon de Toulouse Métropole
Le Marathon International de Toulouse Métropole est une épreuve de course à pied de 42,195 km organisée annuellement depuis 2007 dans l'agglomération toulousaine. Il est traditionnellement organisé fin octobre. Quatre formats de course sont proposés : marathon en individuel (+ marathon handisport), semi-marathon, 10km et marathon relais à 4, de quoi ravir amateurs de course à pied, pratiquants occasionnels et compétiteurs.
L'édition 2020, initialement prévue le 18 octobre, est annulée le 30 avril, par les autorités locales, en raison de la pandémie de coronavirus.Pour des raisons financières, Toulouse Métropole décide d'annuler les éditions 2021, 2022 et 2023.
Le Marathon de Toulouse est de retour le 10 novembre 2024, pour sa 14° édition, et sous un nouveau nom : la Toulouse Métropole Run Experience. Il est organisé par la société d’événementiel Playground avec la Mairie de Toulouse.

## Historique
La communauté d’agglomération du Grand Toulouse a décidé en 2007 de créer un marathon à Toulouse avec l'aide des associations de course hors stade et du Comité Départemental D'athlétisme. Le succès rencontré dès la première édition a permis à cette épreuve de perdurer.
Depuis 2010, le Marathon de Toulouse Métropole est l'un des 10 marathons français qui bénéficie du label International de la Fédération Française d'Athlétisme. L’épreuve du Marathon est détentrice du Label International et les épreuves du Semi-marathon et du 10Km sont détentrices du Label National. Ces trois épreuves sont qualificatives pour les Championnats de France selon les minima fixés par la FFA.
En 2013, les championnats de France de marathon ont eu lieu à Toulouse.

## Parcours
Entre 2009 et 2015, le parcours n'est que ponctuellement modifié et traverse les communes suivantes : 
- départ de Toulouse : Pont Pierre de Coubertin,
- Aucamville,
- Saint-Alban,
- Castelginest,
- Fonbeauzard,
- Launaguet,
- arrivée à Toulouse : Place du Capitole.

Depuis l'édition 2016 cependant, la course se déroule exclusivement sur le territoire de Toulouse.

## Palmarès
| Édition | Date             | Compétition masculine  | Compétition masculine | Compétition masculine | Compétition féminine     | Compétition féminine | Compétition féminine | Participants | Participants  | Participants |
| Édition | Date             | Vainqueur              | Pays                  | Temps                 | Vainqueur                | Pays                 | Temps                | Individuel   | Équipe relais |              |
| ------- | ---------------- | ---------------------- | --------------------- | --------------------- | ------------------------ | -------------------- | -------------------- | ------------ | ------------- | ------------ |
| 1       | 28 octobre 2007  | Benjamin Bitok         | Kenya                 | 2 h 18 min 27 s       | Tatiana Mironova         | Russie               | 2 h 39 min 53 s      | 2 665        | 229           |              |
| 2       | 26 octobre 2008  | Dominic Ruto           | Kenya                 | 2 h 19 min 01 s       | Johanna Chmiel           | Pologne              | 2 h 48 min 35 s      | 2 776        | 237           |              |
| 3       | 25 octobre 2009  | Benjamin Bitok         | Kenya                 | 2 h 14 min 12 s       | Kenza Dahmani            | Algérie              | 2 h 40 min 29 s      | 2 745        | 332           |              |
| 4       | 24 octobre 2010  | Benjamin Bitok         | Kenya                 | 2 h 12 min 37 s       | Elena Kozhevnikova       | Russie               | 2 h 45 min 59 s      | 2 391        | 433           |              |
| 5       | 23 octobre 2011  | Patrick Korir          | Kenya                 | 2 h 11 min 36 s       | Alice Serser             | Kenya                | 2 h 37 min 06 s      | 2 778        | 444           |              |
| 6       | 28 octobre 2012  | Benjamin Bitok         | Kenya                 | 2 h 12 min 23 s       | Nataliya Lehonkova       | Ukraine              | 2 h 38 min 22 s      | 2 649        | 464           |              |
| 7       | 27 octobre 2013  | Benjamin Bitok         | Kenya                 | 2 h 10 min 54 s       | Corinne Herbreteau-Cante | France               | 2 h 37 min 50 s      | 3 482        | 500           |              |
| 8       | 26 octobre 2014  | Raymond Kemboi         | Kenya                 | 2 h 10 min 59 s       | Sardana Trofimova        | Kirghizistan         | 2 h 28 min 18 s      | 2 788        | 536           |              |
| 9       | 25 octobre 2015  | Stanley Bett Kiprotich | Kenya                 | 2 h 15 min 59 s       | Natalya Starkova         | Russie               | 2 h 30 min 18 s      | 2 561        | 748           |              |
| 10      | 23 octobre 2016  | Mathew Sang Kibiwot    | Kenya                 | 2 h 13 min 55 s       | Bentu Shiferaw Wodajo    | Éthiopie             | 2 h 43 min 19 s      | 2 645        | 965           |              |
| 11      | 22 octobre 2017  | Dominic Kangor         | Kenya                 | 2 h 11 min 56 s       | Tesfanesh Merga          | Éthiopie             | 2 h 35 min 31 s      | 2 598        | 988           |              |
| 12      | 21 octobre 2018  | Tura Kumbi Bechere     | Éthiopie              | 2 h 23 min 6 s        | Chaltu Negasa            | Éthiopie             | 2 h 43 min 19 s      | 1 979        | 901           |              |
| 13      | 20 octobre 2019  | Zablon Chumbla         | Kenya                 | 2 h 10 min 38 s       | Chaltu Negasa            | Éthiopie             | 2 h 34 min 46 s      | 1 614        | 788           |              |
| 14      | 10 novembre 2024 | Nicolas Navarro        | France                | 2 h 22 min 8 s        | Floriane Hot             | France               | 2 h 44 min 15 s      | 5 718        | 530           |              |

## Galerie

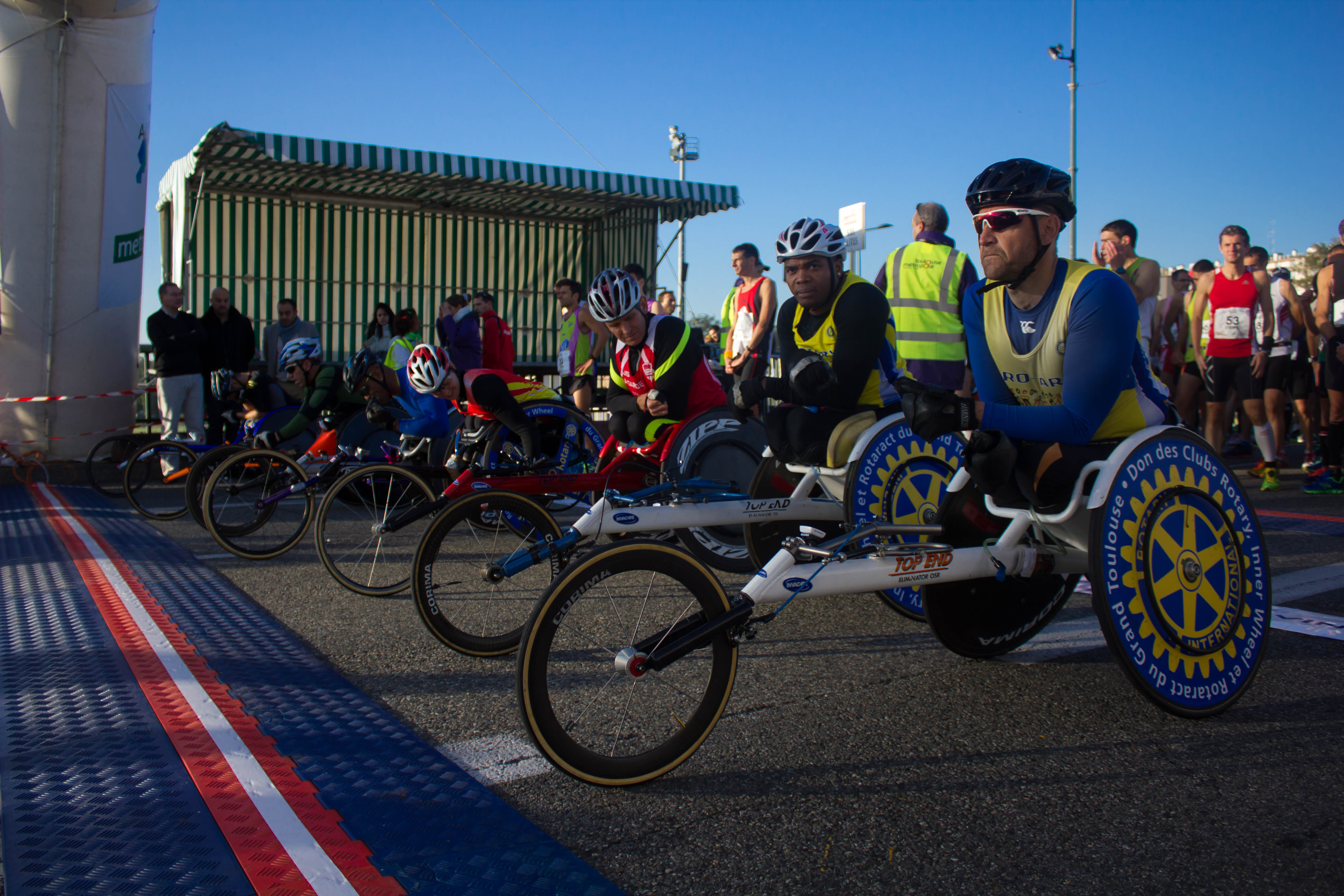
Départ handisport.
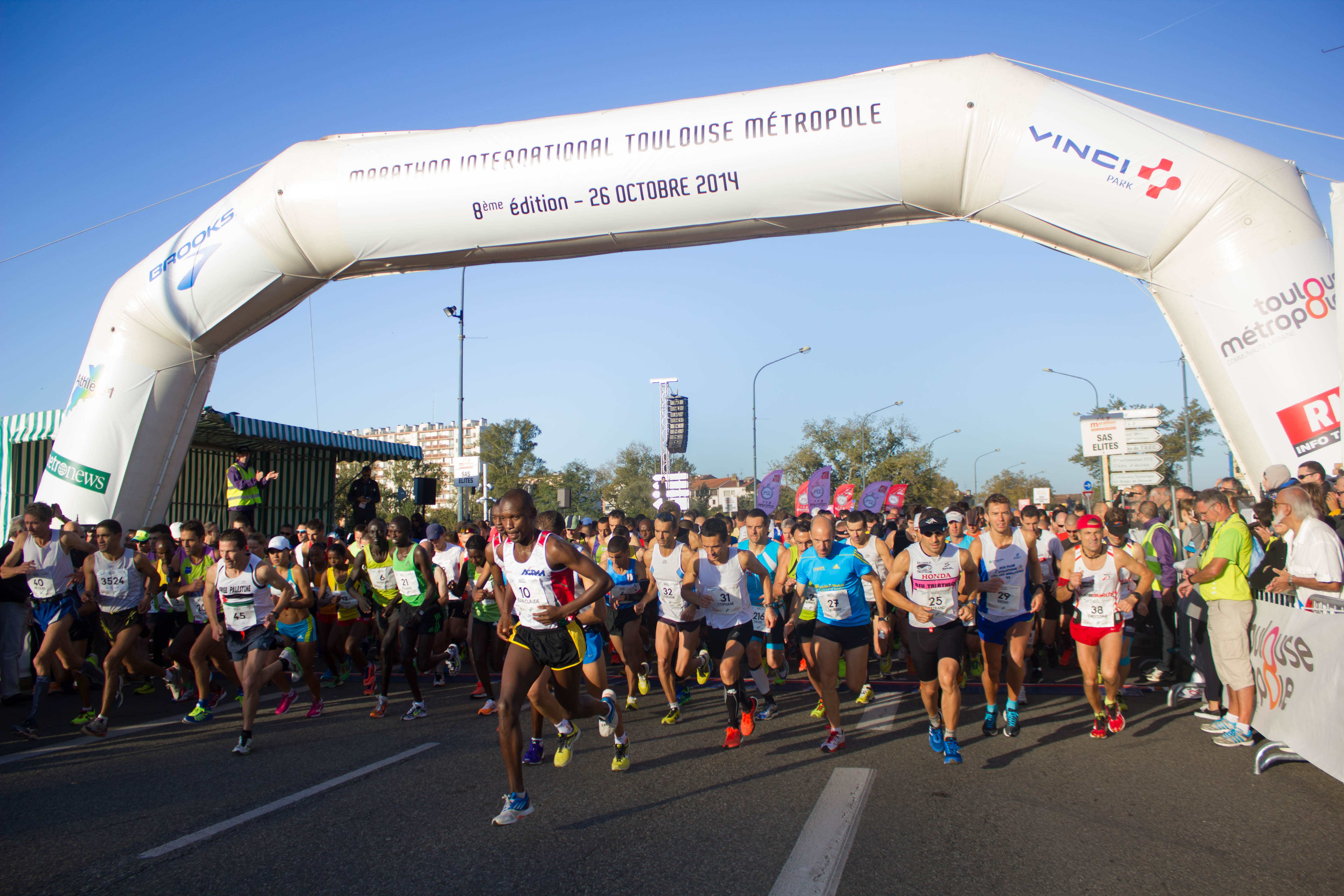
Départ élite.
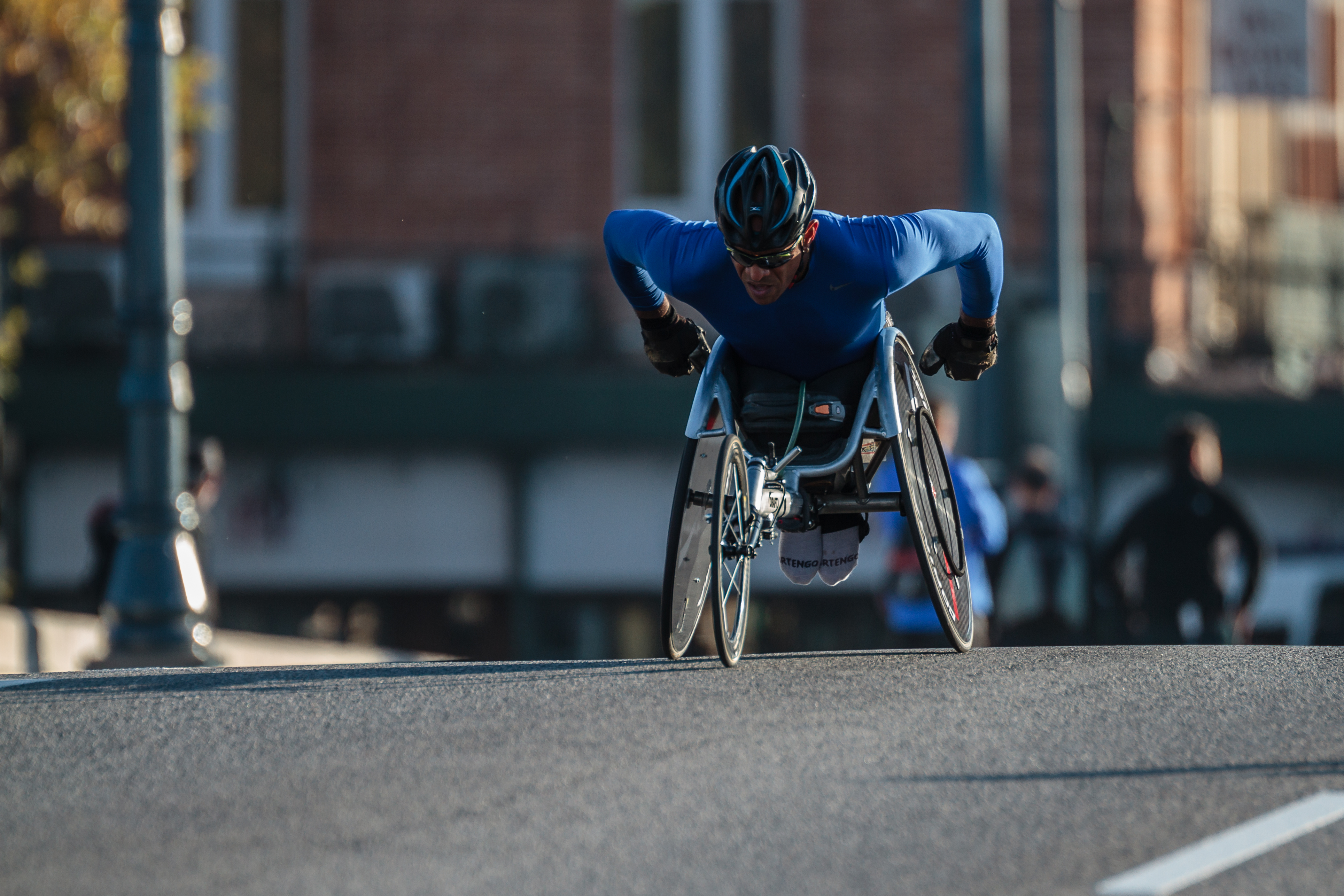
Handisport sur le pont neuf.
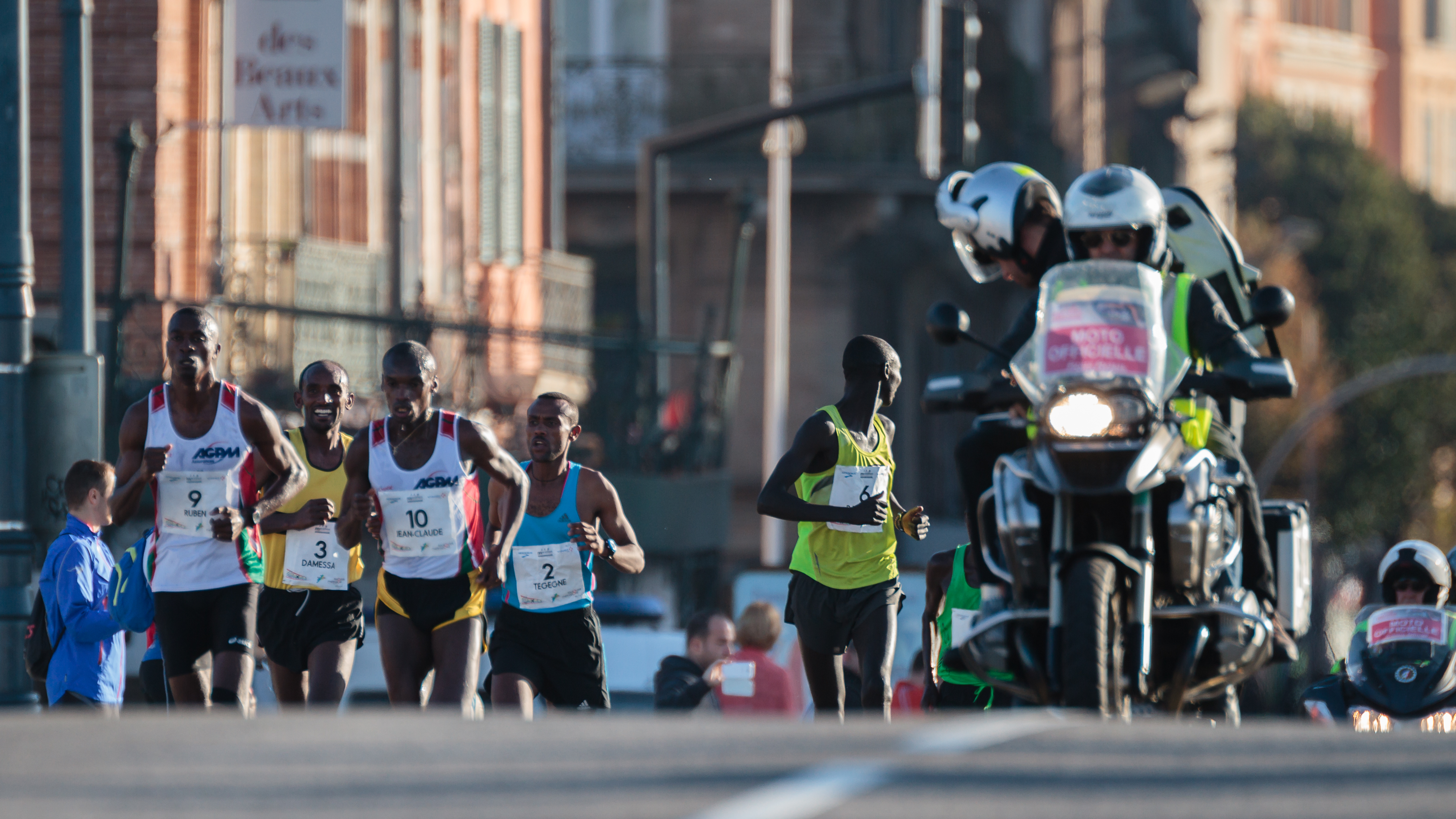
Groupe élite sur le pont neuf.
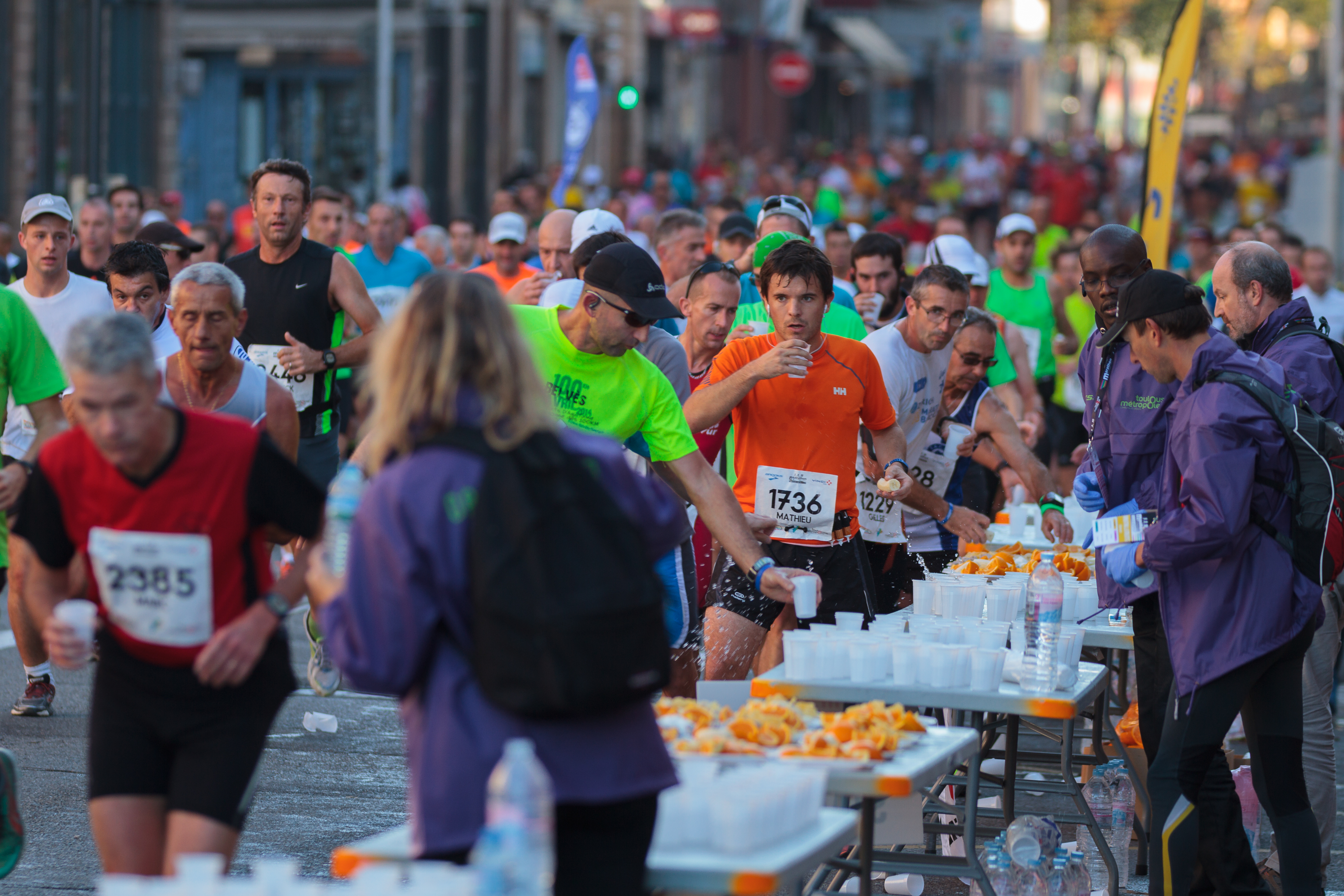
Ravitaillement.
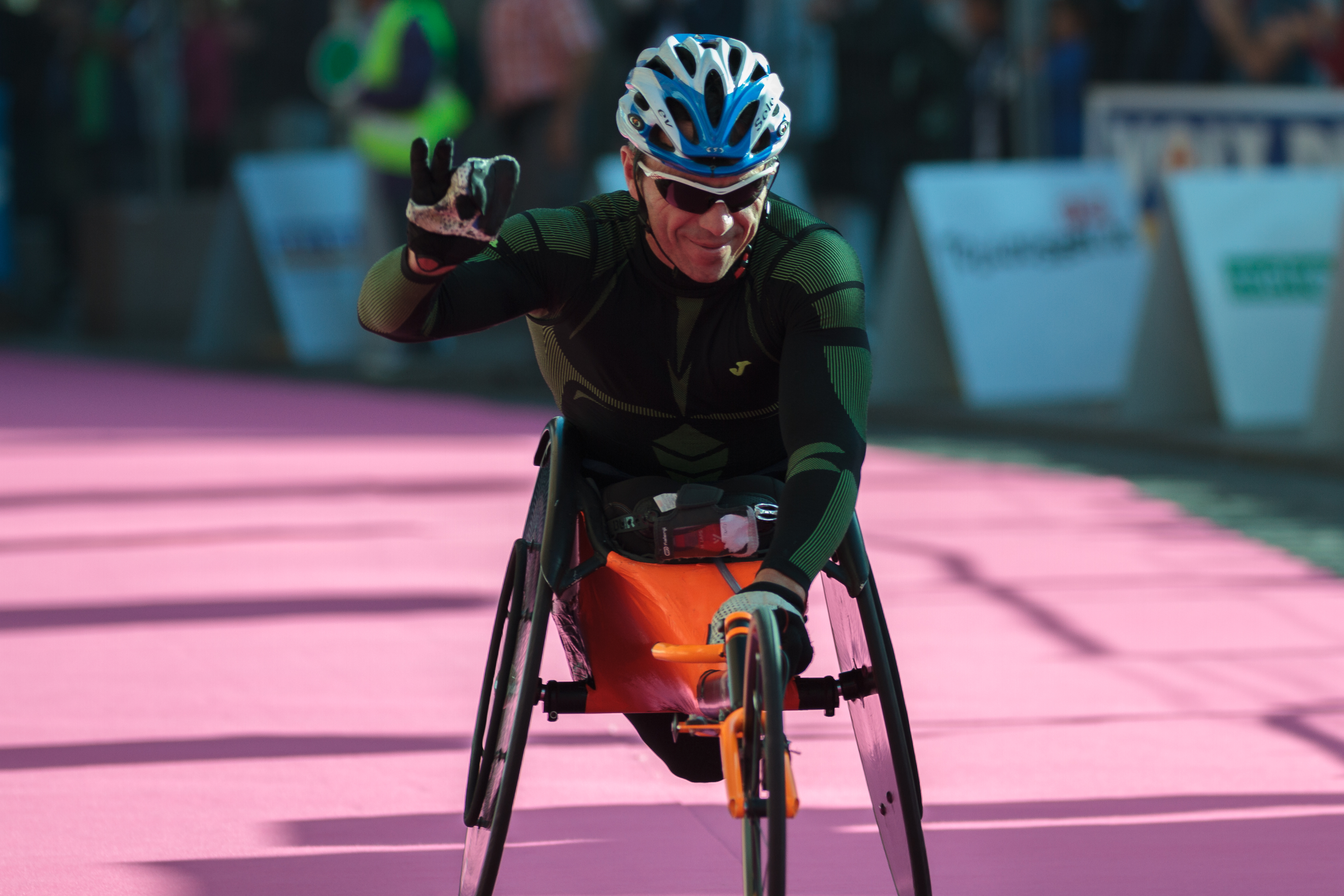
Vainqueur handisport.
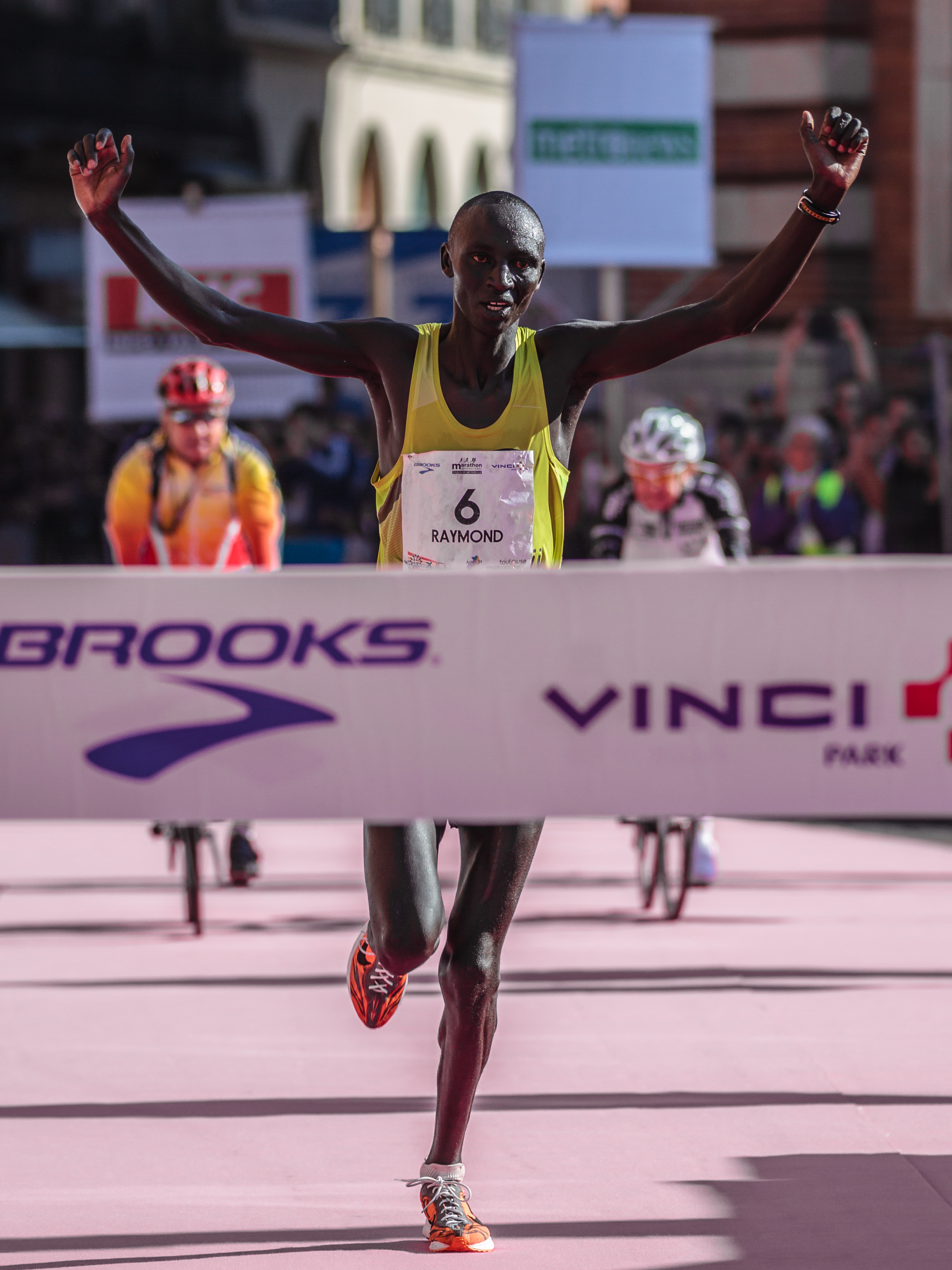
Vainqueur sénior masculin.
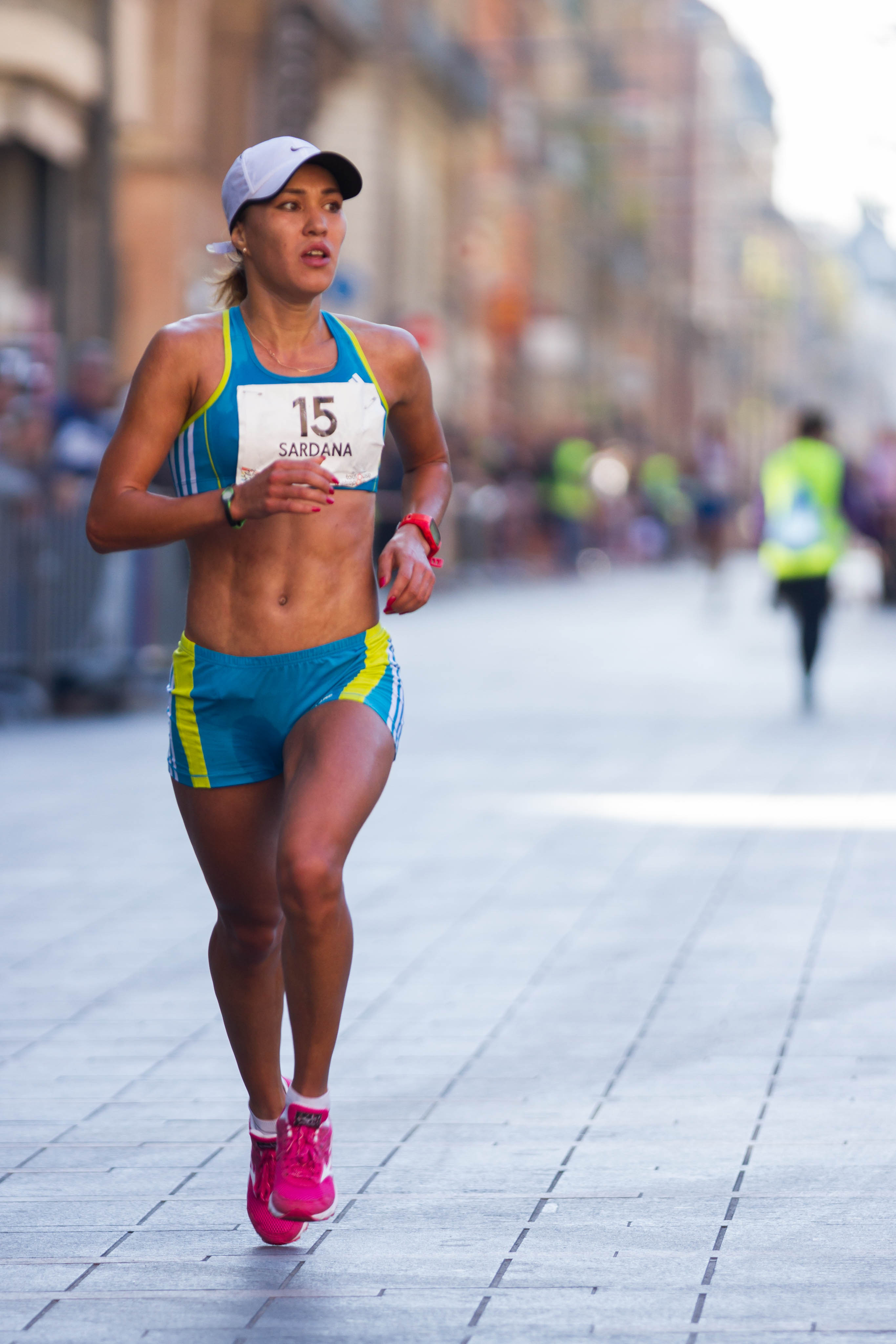
Vainqueure sénior féminin